# پیتر ارتسن
پیتر ارتسن (هلندی: Pieter Aertsen; ‏۱۵۰۸ – ۳ ژوئن ۱۵۷۵) مشهور به «لانگ پیر» (پیت بلند) به خاطر قد بلندش، نقاش سبک تکلف‌گرایی شمالی اهل هلند هابسبورگ بود. اعتبار او به خاطر خلق صحنه‌های بزرگی است که در آن‌ها سبک طبیعت بی‌جان و نقاشی صحنه‌های خودمانی تلفیق شده و اغلب، صحنه‌ای از کتاب مقدس نیز در پس‌زمینه آن دیده می‌شود. او در زادگاهش آمستردام فعالیت می‌کرد اما دوره‌ای طولانی از فعالیت کاری‌اش را در آنتورپ، مرکز زندگی آرتیستی در هلند، گذراند.
سبک او بعدها روی نقاشی باروک فلمیش، طبیعت بی‌جان هلند و همین‌طور در ایتالیا تأثیرگذار بود. صحنه‌هایی که او از خرده‌دهقان‌پیشگان ترسیم کرده در آثار پیتر بروگل ادامه یافت.

## نگارخانه

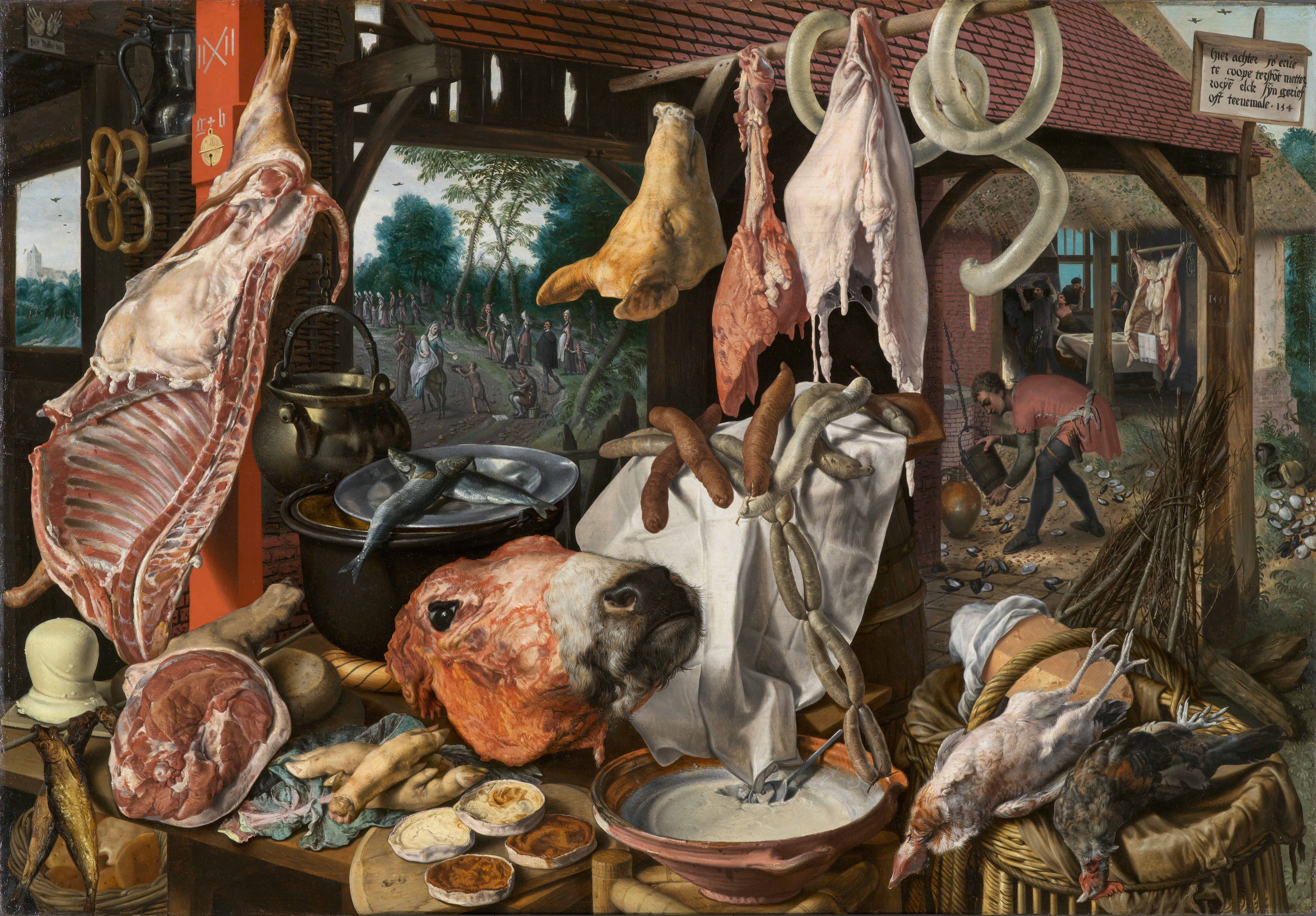
دکه گوشت‌فروشی و خانواده مقدس در حال دادن صدقه ۱۵۵۱ موزه هنر کارولینای شمالی
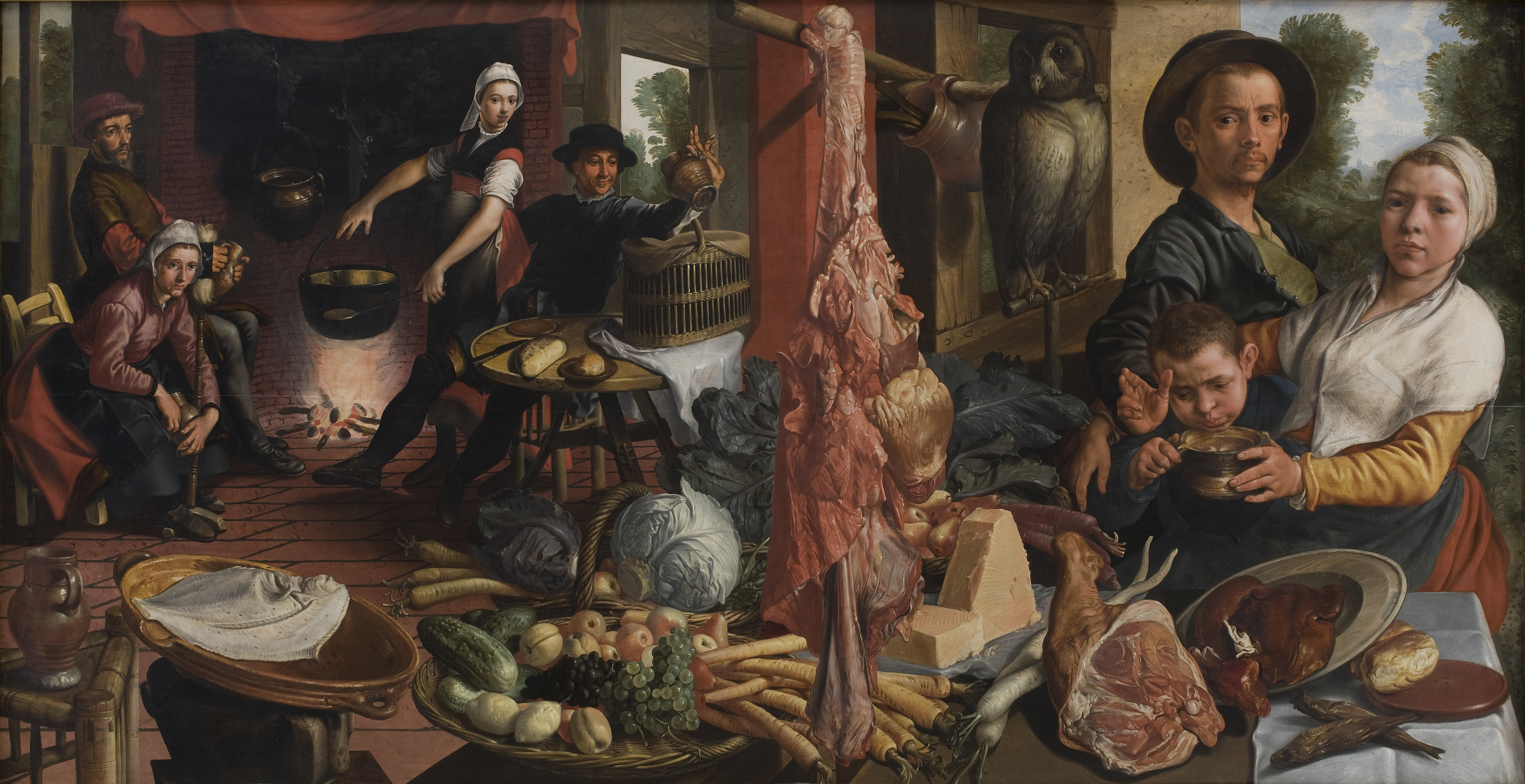
آشپزخانهٔ فربه؛ یک تمثیل
بین ۱۵۶۵ تا ۱۵۷۵ م.
نگارخانه ملی دانمارک